# 4-4-2 - Il gioco più bello del mondo
4-4-2 - Il gioco più bello del mondo è un film ad episodi del 2006 diretto da Michele Carrillo, Claudio Cupellini, Roan Johnson e Francesco Lagi.
La pellicola è prodotta da Paolo Virzì e composta di 4 episodi inerenti al mondo del calcio.

## Trama
La pellicola percorre quattro storie slegate tra loro, ma accomunate dal tema calcistico.

### Episodi

#### Meglio di Maradona
Regia: Michele Carrillo 
Ospite speciale: Nino D'Angelo
Il giovane Antimo è un asso del pallone che, dopo aver abbandonato la scuola, vive "alla giornata" compiendo piccoli furti e scippi nei quartieri napoletani. Una speranza giunge quando Gaetano Lanzetta (detto o'Mister), allenatore di una squadra del posto, lo convince a mostrare le sue potenzialità. Antimo si mette in luce nel corso di una partita cui assiste anche un osservatore della Juventus, che porta immediatamente il ragazzo a Torino. Nel convitto bianconero, l'adolescente - complice anche un temperamento ribelle - fatica però ad integrarsi e rispettare la disciplina richiesta (soprattutto quando scopre che dovrà anche andare a scuola); l'ennesimo litigio con il tecnico ne causa il ritorno a casa, non prima di aver sottratto preziosi oggetti dallo spogliatoio dei calciatori.

#### La donna del mister
Regia: Claudio Cupellini
Ospite speciale: Francesca Inaudi
Alberto è il tecnico della squadra femminile della Lazio, tra i cui talenti si distingue Francesca: la ragazza ha però un carattere difficile, che le costerà l'esclusione dalla rosa in seguito all'ennesimo episodio di indisciplina. Per vendicarsi del provvedimento di Alberto, la donna inizia a fare la corte a Laura - fidanzata del tecnico - giunta a Roma dalla Puglia per il matrimonio ormai prossimo.

#### Balondòr
Regia: Francesco Lagi 
Ospite speciale: Gigio Alberti
Antonio, un procuratore sportivo, fa giungere in Italia dall'Africa il quindicenne Omar, del quale ha intuito le potenzialità calcistiche. L'invio di una videocassetta con le sue gesta al Milan convince i dirigenti rossoneri a testare Omar in un provino, ma il ragazzo - a causa di una malformazione cardiaca - non supera i test provocando l'ira di Antonio che lo caccia. Pentitosi del suo comportamento, il procuratore parte alla ricerca del giovane che ritroverà a giocare in un giardino: scusatosi per l'accaduto, convince Omar a seguirlo.

#### Il terzo portiere
Regia: Roan Johnson
Ospite speciale: Valerio Mastandrea
Il portiere Yuri Barzalli, riserva quasi quarantenne del Pontedera, è prossimo al ritiro dall'attività agonistica con pochi spiragli per il futuro. Deciso a guadagnare qualcosa per sistemarsi prima di concludere la carriera, organizza una combine, insieme ad un altro compagno di squadra, per l'ultima partita di campionato in cui la sua formazione sfida la Savonese per la promozione in Serie B. A pochi minuti dalla fine, col risultato ancora in bianco, il portiere in campo si fa espellere concedendo un rigore agli avversari. Yuri entra per sostituirlo, ma spinto dall'orgoglio, nonché dai tifosi e dalla figlia (anch'essa calciatrice e portiere), si ribella al piano e para il tiro dagli undici metri. Il Pontedera riesce così a vincere la partita nel recupero.
Per questo scatto d'orgoglio, Yuri viene malmenato dal compagno complice e le banche gli tolgono la casa; come se non bastasse, la propria squadra neo promossa, in seguito ad un dissesto finanziario, fallisce e viene retrocessa.
Unica consolazione, la figlia è orgogliosa del padre.

## Colonna sonora
Ciascun episodio del film presenta una scena in cui dalla radio viene trasmessa la canzone "Una stanza vuota", composta da Ennio Morricone ed interpretata da Lisa Gastoni.